# 国鉄E10形蒸気機関車
国鉄E10形蒸気機関車（こくてつE10がたじょうききかんしゃ） は、かつて日本国有鉄道（国鉄）およびその前身である運輸省に在籍したタンク式蒸気機関車である。1948年（昭和23年）に4110形の代替機として製造されたもので、動輪5軸を有する。日本国内向けのタンク式蒸気機関車としては最大の機関車である。
また、日本で唯一、逆行運転を定位 として設計・製造された蒸気機関車である が、後に逆行運転を定位としない向きに操作機器類を移動改造してボイラー側を定位としたものの、運転席はそのまま右側に残されたため、晩年の米原駅 - 田村駅間（北陸本線）では運転に苦労する乗務員も居た。

## 開発・製造
板谷峠の急勾配区間を抱える奥羽本線福島駅 - 米沢駅間では、大正時代製造の勾配用機関車4110形が戦後になっても使われていた。しかし長年の使用により老朽化が進み、また戦時中から続く整備不良や燃料事情の悪化、牽引力や速度などの問題で輸送需要増加に応えることが難しくなってきた。そこで、代替機関車として1948年（昭和23年）に製造された蒸気機関車が本形式である。
4110形の置き換えは過去にも検討されており、戦時中には国鉄内部で2-10-4 (1E2) 型軸配置のKE10形が設計されていた。1946年（昭和21年）には4110形を運用していた庭坂機関区で機関車の状態調査が行われ、同時に庭坂機関区からは、運転方向を逆向定位（運転台を前）としつつD51形程度のボイラーを備え、全長15 m以内、動輪上重量60 - 65 tのE型ないしE1型タンク機を代替機とする要望が出された 。当時、板谷峠は電化工事が行われていたが、電化工事はGHQから一時中止命令が出され、後に命令は撤回されたものの、その間にも4110形の老朽化は深刻なものとなっていた。応援として9600形や8620形が送られたものの、9600はともかく8620は空転が多いため蒸気の圧力もあがらない有様で、老朽化が深刻な4110が安定している状態であった。。
このため4110形全数（庭坂機関区に25両配置）を置き換えるのではなく、電化完成までの繋ぎとして少数を製作することとし、先に設計されていたKE10形を元に庭坂機関区や車両メーカーからの意見を交え再検討した1E2型タンク機関車を計画し汽車製造に発注、5両（製造番号2445 - 2449）が製造された。本形式以降に登場した国鉄の新形式蒸気機関車はすべて改造によるものであり、本形式は純粋な新製機としては国鉄最後の制式蒸気機関車である。

## 構造

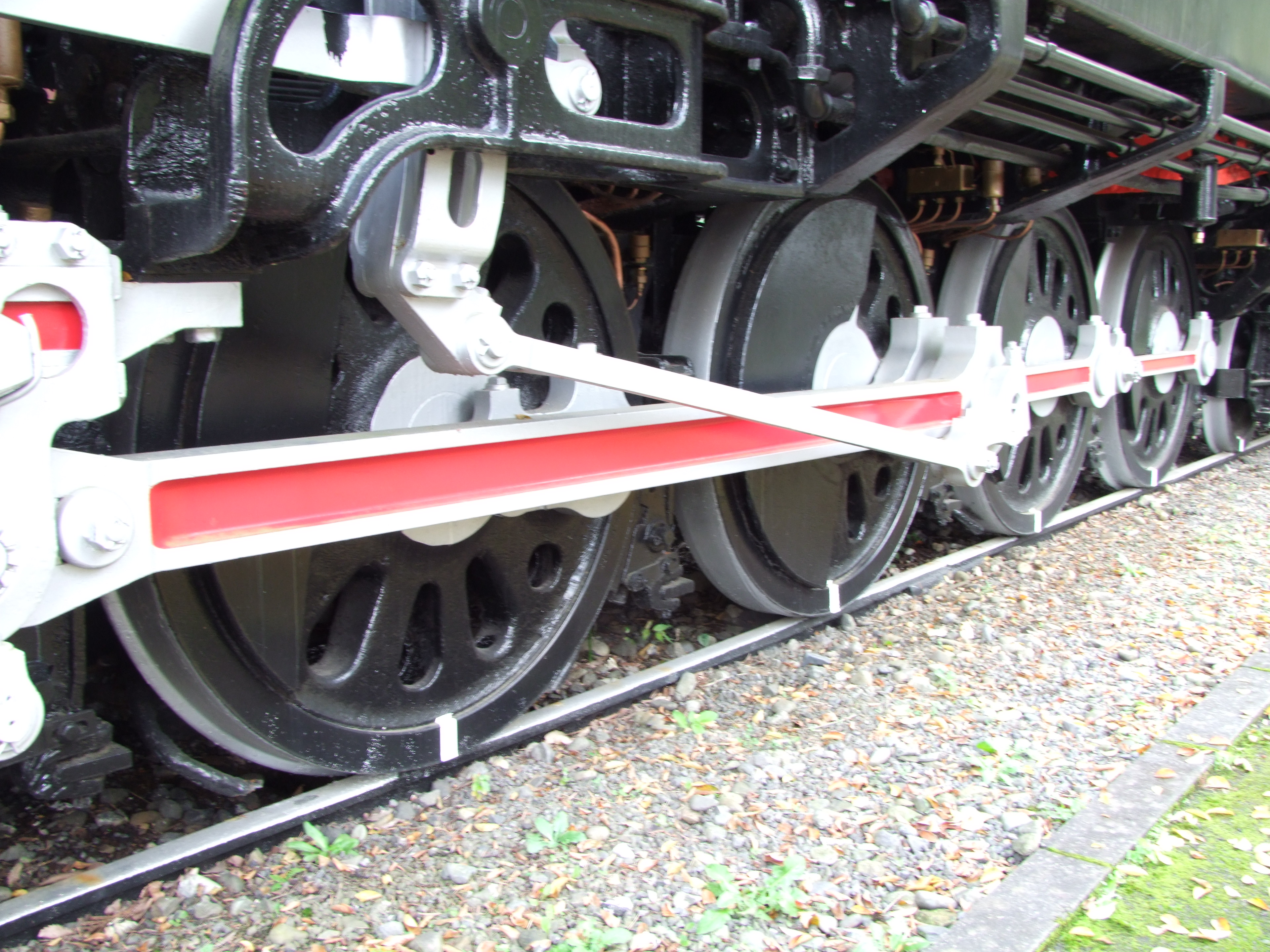
「E10 2」の、左より第2 ～ 第5動輪。画像中央の第3動輪とその右の第4動輪のタイヤは踏面のみのフランジレスとなっている。
（2008年10月15日、青梅鉄道公園）

4110形は先輪・従輪ともになく、動輪5軸（10輪）のみであったが、本形式は4110形より大型化されているため先輪・従輪を伴った。車軸配置は2-10-4 (1E2) 型とし、庭坂機関区から出された要望を反映し、トンネル内での煙害防止のため、ボイラー側を後ろにして走行する後進運転を前提として設計・製造された。 機関士は炭庫側を向いて左側に座る席配置となっており、そのため、運転席から蒸気溜めに伸びる加減弁ロッドや空気作用管の位置も通常とは逆側（非公式側。煙突を前にした場合の右側）であり、逆転器レバーや計器類も炭庫側に取り付けられた。そのような運転形態としたことから近代形蒸気機関車としては珍しく除煙板（デフレクター）を装備していない。
この走行方式は当時話題になり、『鉄道模型趣味』第6号（1948年5月号）のPrototypeGuide（49頁）によると「ラヂオや新聞などで大分報道されましたがさかさまに走るなど盛んに刺激を与えてゐたようです。要するに第1、第2エンドが逆になっていて逆行に便利なように（中略）なっており、デフレクターはついてないわけです。」とあり、次の第7号（1948年7月号）のコラム「巨人E10」（51頁）にも（マスコミに）「世界最初の後ろ向きに走る機関車」と宣伝されてたが、タンクロコなので前進後進に便利なように設計された機関車でありそれをそのままうのみにするあなたではないだろうといった説明がある。
また、曲線通過を容易にするため、第1動輪には6mmの横動を許容し、第2動輪はタイヤのフランジを6mm薄く、第3・第4動輪はフランジレスの車輪となっている。D52形と比べると長さは短いが同じ太さのボイラーを備え、カタログ上の牽引力、21.7 tfは日本の蒸気機関車の中でもっとも大きい。
後に金沢機関区に転属した際、通常の機関車と同じようにボイラー側が前として運転するよう運転士席周辺の機器配置を変更、加減弁や逆転器の開閉方向を製造当初と逆向きに改造したが、運転士席の位置はそのままとされたため、日本の蒸気機関車としては珍しく右側運転台となった。なお、煙突側が前位となるように改造された際にも除煙板は装備されなかった。

## 運用
E10形はテストでも33‰勾配において4110形の1.5倍の270トンを牽引したが、シリンダー牽引力に対する動輪上重量の不足や、細かい運転操作の難しい動力逆転器の採用もあって4110形より空転が増え、また急曲線での牽引力の低下が見られるなど期待したほどの高性能は発揮できず、逆に線路に与える横圧が問題となり、動輪のタイヤ弛緩も5両中3両で発生した。鉄道ファンあがりの蒸気機関車研究家の髙木宏之は、本形式の最高運転速度が65km/hと低いのにも関わらず先台車・従台車共々速度面で過剰装備であるコロ式復元装置を用いていることを指摘。原理的にコロ式の復元力の原資は車両重量であるため、急曲線になればなるほど動輪上重量が前後の先従台車に転嫁されてしまい、粘着重量不足を増進させたと結論づけている。なお、久保田博など国鉄当時の技術陣はかかる本形式の不具合の理由をフランジレスの動輪が2つもあることとしていており、現地測定を行った金沢大学が土木学会論文集に掲載した論文では、先台車の横動範囲が狭く復元構造に関係なくレールに大きな横圧を与えること、フランジを有する動輪が大きな横圧をレールに与えていることが原因、と結論を出している。一方で、4110形と比較して格段の牽引力の差を見せつけ、運転側の評価は高かった。
計画どおり庭坂機関区に配置され、試運転を経て板谷峠越えでの運用を開始したものの、就役した翌年の1949年（昭和24年）には板谷峠区間が直流電化されたために早々に他線へ転用されることになった。人吉機関区に配置となり、矢岳峠を越える肥薩線人吉駅 - 吉松駅間で半年ほど運用されたが、ここでも大型すぎて曲線通過の際の横圧過大の問題を抱えて結局不適とされ、D51形に置き換えられた。
その後、1950年（昭和25年）には金沢機関区に転属となり、北陸本線石動駅 - 津幡駅間の倶利伽羅越えの補機に転用され、先述した運転方向を変更する改造を行ったうえで1955年（昭和30年）9月の新倶利伽羅トンネル開通による勾配緩和新線の完成時まで使用された。
1957年（昭和32年）、本形式は米原機関区に転属する。交流電化区間と直流電化区間の接続のため非電化となっていた米原駅 - 田村駅間専用の機関車として運用された。米原機関区をベースにたった4.7kmの平坦区間をひたすら往復するだけという、車齢10年の勾配線用の大型蒸気機関車の運用先としては場違いな区間での小運転での運用であったが、他に適当な運用場所もなかったのが実情であった。強力なことと転向不要というタンク機のメリットを生かして短距離をピストン運行していたが、戦時規格資材による不良箇所の発生や、側水槽が邪魔になりボイラーの検修が困難なこと、少数機のために予備部品の確保が不便なことなど様々な問題が発生するようになった。ちょうどこのころ、他線区でD50形やD51形の余剰が出ており、これらをもって本形式を置き換えたほうが得策と判断された。国鉄にとっても当時は既に幹線電化も進み、電化によって追われたD51形やC57形等が、車齢が高いとはいえまだまだ余裕で使用に耐えるD50形やC51形を淘汰する状況では、E10形を無理して在籍させる理由がなく、ここを最後に1962年（昭和37年）に営業運転を終えて廃車された。運用期間はわずか14年に過ぎず、各地を転々とし安定した長期運行と性能を発揮することができなかった悲運の機関車であった。

## 保存機
少数製造であったうえ、特殊性による扱い難さから各所を転々とし、転属直後に担当区間が電化されるなど不遇な形式で、廃車も早期であったが、廃車時期がちょうど鉄道90周年事業の時期だったこともあり、E10 2の唯一1両のみが東京都青梅市の青梅鉄道公園に静態保存され、他は解体された。同機が選定されたのは、保存の決定時にはE10 1が既に解体済みだったためである。